# ザ・シャード

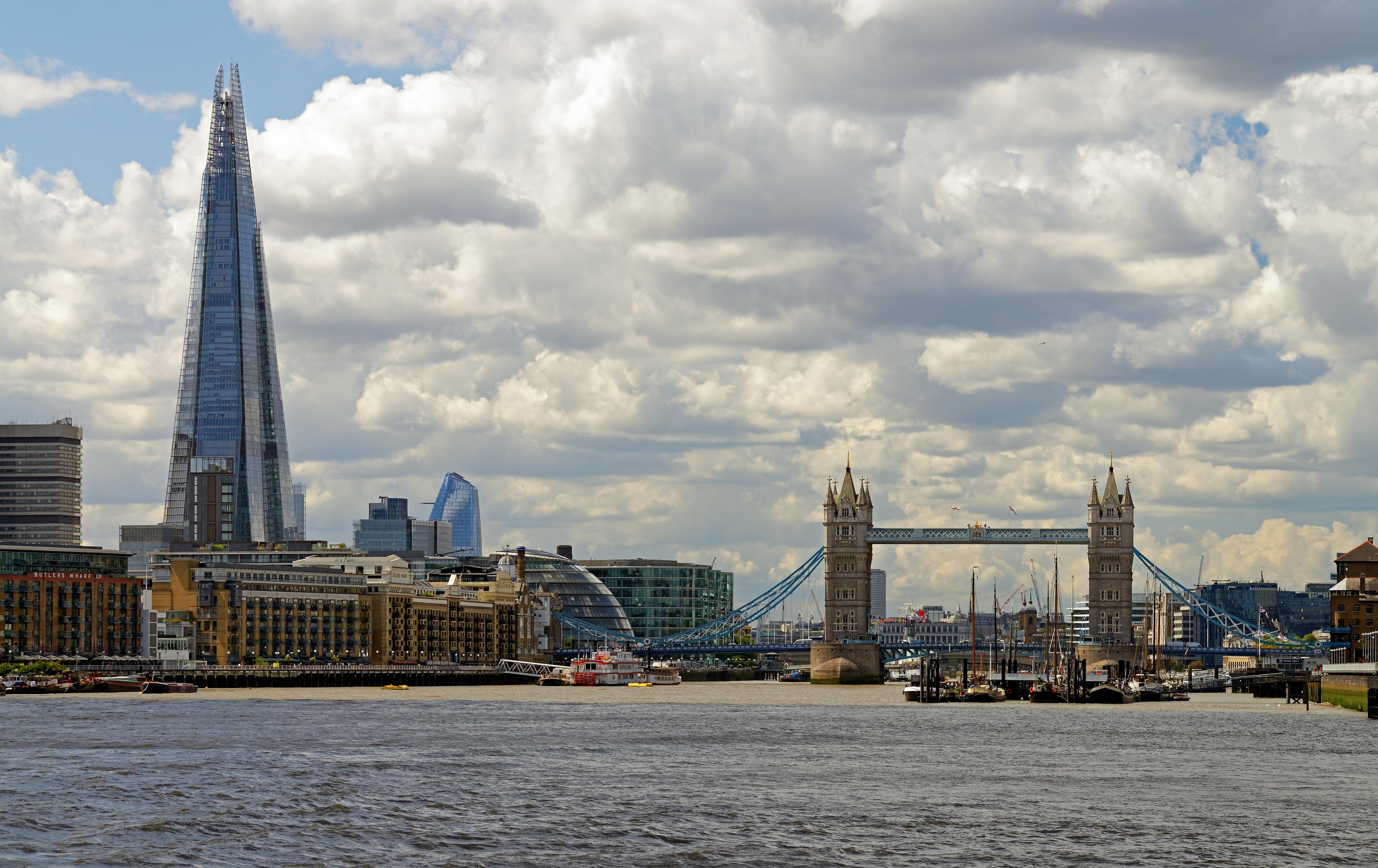
ザ・シャード、テムズ川、タワーブリッジ

ザ・シャード（英語: The Shard）、またはシャード・ロンドン・ブリッジ（英語: Shard London Bridge）は、イギリスの首都ロンドンのロンドン・ブリッジ駅の南西側に所在する超高層ビル。2008年9月に着工、2012年7月5日に外構が竣工した。地上87階建て、尖塔高310メートル。建設中は「ロンドン・ブリッジ・タワー」（London Bridge Tower）とも呼ばれた。

## 概要
建築設計はポンピドゥー・センターや関西国際空港旅客ターミナルビルで知られるイタリア人建築家レンゾ・ピアノ（Renzo Piano）。
ピラミッドを垂直に引き伸ばしたような形状をしており、互いに接触しない8つの面からなる。この外観は、カナレットがロンドンの風景画に描いた帆船のマストや教会の尖塔をイメージしたものである。外壁は英語で「破片」を意味する"Shard"の名称通り、角度を付けてガラスが取り付けられており、透明度の高い低鉄ガラスが用いられていることとあいまって、天候で変化する空の様子を刻々と映し出す。
2 - 28階がオフィス（54,488 m2）、31 - 33階がレストラン（5,761 m2）、34 - 52階がホテル（16,198 m2）、53 - 65階がマンション（5,772 m2）、68 - 72階がルーフテラス含む展望施設等（758 m2）、75 - 87階が塔屋となる。ホテル部分には、シャングリ・ラ・ホテルズ&リゾーツがロンドン初のホテル施設として入居する予定。52階にはスパが設けられる。
また、タワーに隣接して、17階建てのザ・プレイス（The Place）またはロンドン・ブリッジ・プレイス（London Bridge Place）と呼ばれるオフィスビルも建設予定である。ザ・プレイスは、1 - 17階（39,963 m2）全てがオフィスとなる計画。
2012年9月3日にアンドルー王子と、英国の著名な登山家クリス・ボニントンら40人が屋上から同時に懸垂下降を行った。これは教育関連慈善団体「Outward Bound Trust」と退役海兵隊員基金「Royal Marines Charitable Trust Fund」により支援されたもので、現役および退役軍人のための資金集めが目的である。なお、アンドルー王子はこれに先立つ7月5日の当建物の落成式にも出席している。